# 島拓也
島 拓也（しま たくや、1986年12月17日 - ）は、日本の元ラグビー選手。

## プロフィール
- 福岡県出身[1]。
- ポジションはセンター(CTB)。
- 身長 182cm、体重 98kg
- ニックネームはまーしー。
- 九州代表に選ばれたことがある[2]。

## 略歴
2005年、東福岡高校卒業後、立命館大学に入る。
2009年、立命館大学卒業後、九州電力キューデンヴォルテクスに加入。同年12月21日に行われたジャパンラグビートップリーグ第12節のトヨタ自動車ヴェルブリッツ戦に途中出場で公式戦初出場を果たした。
2020年、現役を引退した。